# U-Bahnhof Benrather Straße
Der U-Bahnhof Benrather Straße (Abkürzung: Bes) ist eine Station der Düsseldorfer Stadtbahn. Sie liegt im Verlauf der dritten Stammstrecke, der sogenannten Wehrhahn-Linie an der Grenze der Stadtteile Carlstadt und Stadtmitte der nordrhein-westfälischen Landeshauptstadt Düsseldorf, mitten im Bankenviertel. Die Vorarbeiten für den Bau des neuen U-Bahnhofs begannen im Mai 2008. Dabei kam für den Rohbau die Deckelbauweise als Bauverfahren zur Anwendung. Die Eröffnung war am 20. Februar 2016.

## Lage
Der U-Bahnhof ist an einer zentralen Stelle in der Düsseldorfer Innenstadt errichtet. Dabei folgt der Baukörper dem Verlauf der Kasernenstraße. Der U-Bahnhof liegt 420 m südlich vom U-Bahnhof Heinrich-Heine-Allee und 510 m nördlich vom U-Bahnhof Graf-Adolf-Platz.

## Geschichte
In den ursprünglichen Planungen der Wehrhahn-Linie war zwischen den Haltestellen Heinrich-Heine-Allee und Graf-Adolf-Platz kein Bahnhof vorgesehen.
Doch mit zunehmender Wichtigkeit des Viertels um die Benrather Straße aufgrund der Errichtung neuer Gebäude und Bankhäuser, wurde der Bedarf einer eigenen Haltestelle höher und in die Planung der Linie aufgenommen.
Bis März 2008 war es geplant, den U-Bahnhof mit zwei Seitenbahnsteigen und zwischen Benrather Straße und Bastionsstraße zu bauen. Doch schließlich wurde der Bahnhof 200 Meter weiter nördlicher errichtet.
Durch den Bau der U-Bahn-Linie wurde die Kasernenstraße, welche zu den starkfrequentierten Straßen in Düsseldorf gehört, vom Straßenbahnverkehr komplett befreit. Von den fünf Straßenbahnlinien wurden drei durch die neuen U-Bahn-Linien ersetzt und die anderen beiden über die Berliner Allee geführt. Das hat zur Folge, dass die Straßenbahnen sich nicht mehr durch den Verkehr „quälen“ müssen und keine Verspätungen mehr entstehen.
Für die zukünftige Stammstrecke 6 in Richtung Hafen ist kurz nach dem U-Bahnhof eine Abzweig in Richtung Westen geplant.

## Bahnhofsanlage

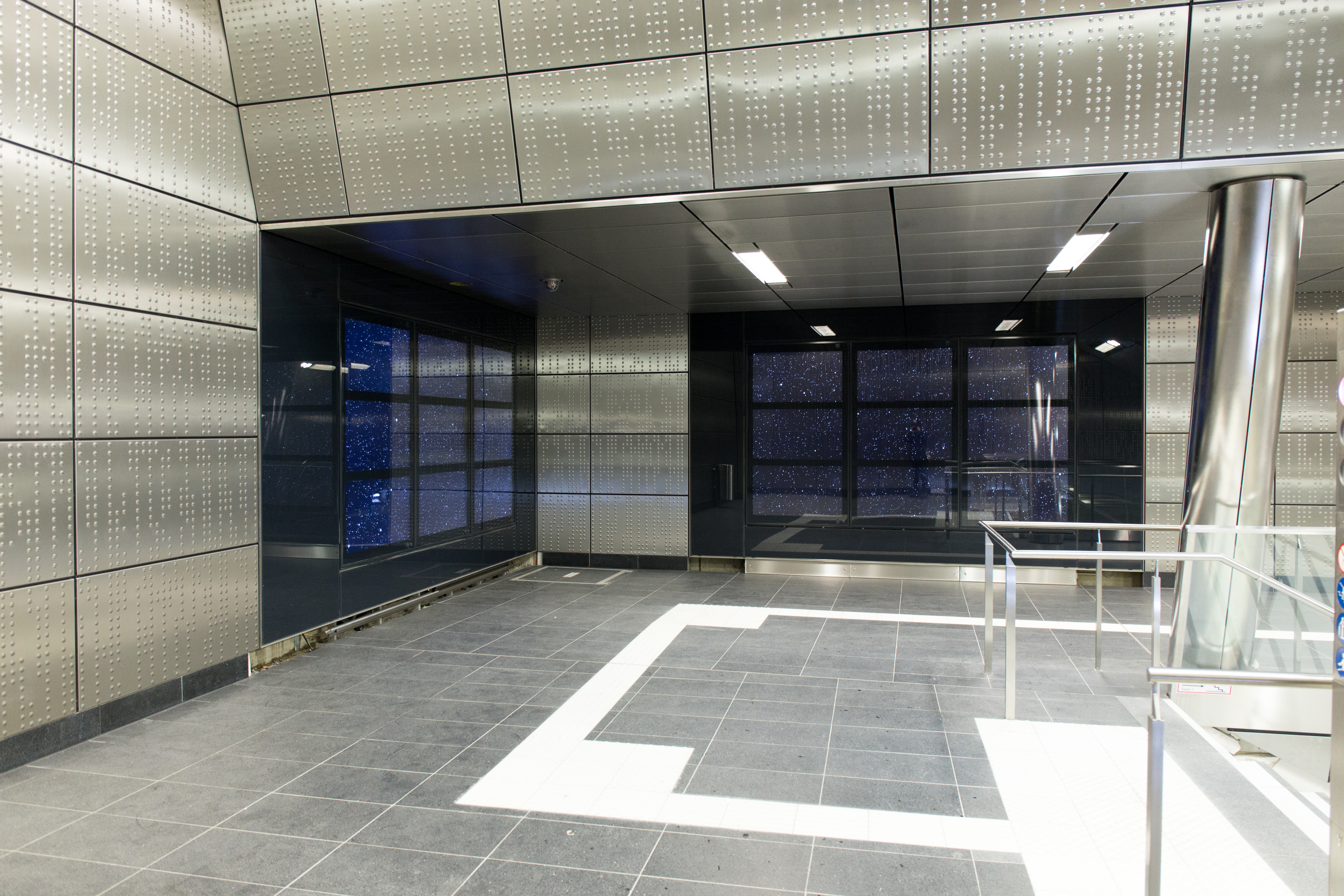
Zwischengeschoss

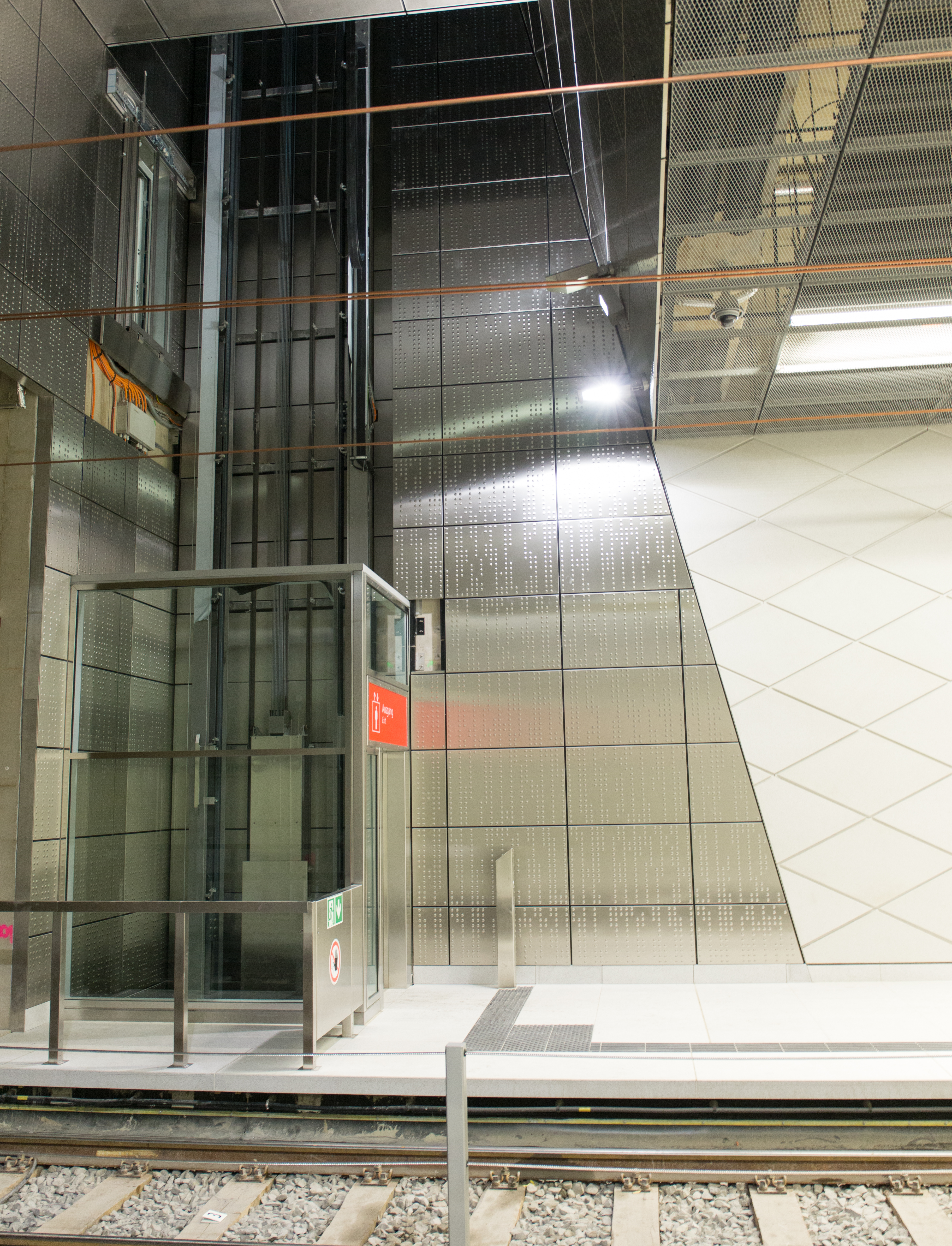
Künstlerische Gestaltung

Es stehen zwei Treppenzugänge sowie zwei Aufzüge entlang der Kasernenstraße zur Verfügung. Im westlichen Bereich führen zwei Rolltreppen in eine Verteilerebene. Ein weiterer Zugang besteht im Osten, der durch eine aufführende Rolltreppe sowie eine Festtreppe zugänglich ist. Im südlichen Teil liegen die zwei Aufzüge, jeweils einer pro Straßenseite, die direkt zu den Gleisen führen. In der Verteilerebene besteht die Möglichkeit, durch weitere Fahr- sowie Festreppen zu den Gleisen an den 4,50 Meter breiten und 90 Meter langen Seitenbahnsteigen zu gelangen.
Für die Gestaltung der U-Bahnhöfe der Wehrhahn-Linie wurde im Vorfeld ein Gestaltungswettbewerb durchgeführt. Der U-Bahnhof Benrather Straße wurde danach durch den Künstler Thomas Stricker gestaltet. Der Name des Projekts ist „Himmel oben – Himmel unten“ und soll den U-Bahnhof in eine Art optisches Universum verwandeln.

## Verkehr
Der U-Bahnhof Benrather Straße befindet sich auf der dritten Stammstrecke des Düsseldorfer Stadtbahnnetzes. Die ehemalige oberirdische Station entfiel komplett.
Über die Linie aus Ratingen werden die Nachbarstadt sowie die nordöstlichen Stadtteile Rath und Grafenberg erreicht. Die in Höhe der Agentur für Arbeit abzweigende Linie bindet den Stadtteil Gerresheim an. In Richtung Altstadt besteht die Verbindung zum Umsteigepunkt Heinrich-Heine-Allee. Außerdem werden die süd- und südöstlich gelegenen Stadtteile Bilk, Volmerswerth, Wersten, Holthausen und Benrath angebunden.
Alle hier verkehrenden Stadtbahnlinien werden von der Düsseldorfer Rheinbahn mit niederflurigen Stadtbahnfahrzeugen des Typs NF8U betrieben.
| Linie | Linienverlauf | Takt   |
| ----- | --- | ------ |
|       | ( D-Rath 1 – Rotdornstraße – D-Rath Mitte – Am Schein – Haeselerstraße – ) Heinrichstraße 2 – Hansaplatz – Grunerstraße – Brehmplatz – Schillerplatz – Uhlandstraße – D-Wehrhahn – U Pempelforter Straße – U Schadowstraße – U Heinrich-Heine-Allee – U Benrather Straße – U Graf-Adolf-Platz – U Kirchplatz – D-Bilk – Suitbertusstraße – Südring – Flehe, Aachener Platz – Volmerswerther Straße – Krahkampweg – D-Volmerswerth, Hellriegelstraße3 Niederflurbetrieb der Rheinbahn; Abschnitt 2–3 dieser Linie gehört zum Düsseldorfer Nachtnetz; Abschnitt 1–2: Betrieb nur Mo–Fr 6–20 Uhr und Sa 9–20 Uhr; Abweichender Takt im Abschnitt 2–3: samstags 0–4 Uhr alle 30 min und 9–20 Uhr alle 10 min sowie sonn- und feiertags 0–4 Uhr und 5–9 Uhr alle 30 min und 13–20 Uhr alle 15 min | 20 min |
|       | Ratingen Mitte – Weststraße – Europaring – Gerhardstraße – Ratingen, Felderhof – D-Hubertushain – Hirschweg – Oberrath – Rather Waldstadion (D-Rath , 400 m) – Rather Broich – Mörsenbroicher Weg – Graf-Recke-Straße – Vautierstraße – Schlüterstraße/Arbeitsagentur – Engerstraße – Lindemannstraße – Uhlandstraße – D-Wehrhahn – U Pempelforter Straße – U Schadowstraße – U Heinrich-Heine-Allee – U Benrather Straße – U Graf-Adolf-Platz – U Kirchplatz – D-Bilk – Karolingerplatz – Auf’m Hennekamp – Uni-Kliniken – Universität Nord/Christophstraße – Südpark – Werstener Dorfstraße – Opladener Straße – Ickerswarder Straße – Elbruchstraße – Holthausen – Niederheid – Am Trippelsberg – Schöne Aussicht – Kappeler Straße – Schloss Benrath – Urdenbacher Allee – D-Benrath – D-Benrath, Betriebshof Niederflurbetrieb der Rheinbahn; Linie gehört zum Düsseldorfer Nachtnetz; Abweichender Takt: So 13–20 Uhr alle 15 min, Mo–Fr 21–23, Sa–So 20–23 Uhr, Sa 6–9 Uhr und So 9–13 Uhr alle 20 min, Sa–So 0–4 Uhr und So 5–9 Uhr alle 30 min | 10 min |
|       | D-Gerresheim – Morper Straße –Hardenbergstraße – Dörpfeldstraße – Schönaustraße – Gerresheim Rathaus – Von-Gahlen-Straße – Friedingstraße – Auf der Hardt/LVR-Klinikum → Vor der Hardt – Pöhlenweg – Staufenplatz – Schlüterstraße/Arbeitsagentur – Engerstraße – Lindemannstraße – Uhlandstraße – D-Wehrhahn – U Pempelforter Straße – U Schadowstraße – U Heinrich-Heine-Allee – U Benrather Straße – U Graf-Adolf-Platz – U Kirchplatz – D-Bilk – Karolingerplatz – Auf’m Hennekamp – Uni-Kliniken – Universität Nord/Christophstraße – Südpark – D-Universität Ost/Botanischer Garten Niederflurbetrieb der Rheinbahn; Linie gehört nicht zum Düsseldorfer Nachtnetz; Abweichender Takt: So 13–20 Uhr alle 15 min, Mo–Fr 21–0 Uhr (ab 29.08.2018, davor 20–0 Uhr), Sa 6–9 Uhr und So 9–13 Uhr alle 20 min, Sa–So 5–9 Uhr alle 30 min | 10 min |
|       | D-Gerresheim, Krankenhaus – Heinrich-Könn-Straße – Auf der Hardt/LVR-Klinikum – Pöhlenweg – Staufenplatz – Schlüterstraße/Arbeitsagentur – Engerstraße – Lindemannstraße – Uhlandstraße – D-Wehrhahn – U Pempelforter Straße – U Schadowstraße – U Heinrich-Heine-Allee – U Benrather Straße – U Graf-Adolf-Platz – U Kirchplatz – D-Bilk – Suitbertusstraße – Südring – Flehe, Aachener Platz – Volmerswerther Straße – Krahkampweg – D-Volmerswerth, Hellriegelstraße Niederflurbetrieb der Rheinbahn; Linie gehört nicht zum Düsseldorfer Nachtnetz Abweichender Takt: Mo–Sa 21–0 Uhr und So alle 30 Minuten | 20 min |

| Linie | Verlauf | Takt |
| ----- | --- | ---- |
| 780   | D-Altstadt, Heinrich-Heine-Allee – Benrather Straße – Steinstraße/Königsallee – Berliner Allee – Bilk, Feuerbachstraße – Uni-Kliniken – Werstener Dorfstraße – ohne Halt über A 46 – Erkrath-Unterfeldhaus, Neuenhausplatz – Max-Planck-Straße – Hochdahl, Feldheider Straße – Sandheider Markt – Hattnitter Straße – Hochdahl, Schulzentrum – Hochdahler Markt |      |
| 782   | D-Altstadt, Heinrich-Heine-Allee – Benrather Straße – Steinstraße/Königsallee – Berliner Allee – Bilk, Feuerbachstraße – Uni-Kliniken – Werstener Dorfstraße – ohne Halt über A 46 – Hilden-Nord, Grünewald – Richard-Wagner-Straße – Kleef – Hilden-Mitte, Gabelung – Hilden Süd – Hildorado – Hilden-Ost, Trotzhilden – Solingen-Vogelpark – Solingen Hbf |      |
| 785   | D-Altstadt, Heinrich-Heine-Allee – Benrather Straße – Steinstraße/Königsallee – Berliner Allee – Bilk, Feuerbachstraße – Uni-Kliniken – Werstener Dorfstraße – ohne Halt über A 46 – Hassels, Am Schönenkamp – D-Reisholz – Hassels, Kirche – Hilden-West, Hülsen – Hilden-Mitte, Fritz-Gressard-Platz – Hilden Süd – Hilden-Süd, Karnaper Straße – Lehmkuhler Weg – Langenfeld-Richrath, Zollhaus – Richrath, Kirche – Winkelsweg – Langenfeld, Rathaus – Langenfeld, Stadtmitte – Berliner Platz – Bahnhofstraße – Langenfeld              |      |
| 805   | Heerdt, Handweiser – Nikolaus-Knopp-Platz – Viersener Straße – Lohweg – Belsenplatz – Heinrich-Heine-Allee – Düsseldorf Hbf – Handelszentrum – Lierenfelder Straße Nachtverkehr von So/Mo bis Do/Fr; ab Heinrich-Heine-Allee 1:14, 1:44, 3:24, 3:44 Uhr nach Heerdt und 0:46, 1:46 und 3:11 Uhr nach Lierenfeld |      |
| 817   | Heinrich-Heine-Allee – Düsseldorf Hbf – Oberbilk – Wersten – Holthausen – Benrath – Benrath Betriebshof Nachtverkehr von So/Mo bis Do/Fr; ab Heinrich-Heine-Allee 0:53, 1:53 und ab Betriebshof Benrath 0:07, 1:07 und 2:57 Uhr |      |
| NE 3  | Düsseldorf Hbf → Oststraße → Steinstraße/Königsallee → Heinrich-Heine-Allee → Jacobistraße → Wehrhahn → Düsseltal → Mörsenbroich Heinrichstraße → Rath Mitte → Rath, Wittener Straße → Reichswaldallee → Oberrath → Wilhelm-Raabe-Weg → Mörsenbroich Heinrichstraße → Düsseltal → Wehrhahn → Jacobistraße → Charlottenstraße/Oststraße → Düsseldorf Hbf |      |
| NE 4  | Düsseldorf Hbf → Charlottenstraße/Oststraße → Heinrich-Heine-Allee → Jacobistraße → Pempelforter Straße → Wehrhahn → Uhlandstraße → Grafenberg → Gerresheim Rathaus → Gerresheim Morper Straße → Gerresheim Torfbruchstraße → Lierenfeld → Worringer Platz → Düsseldorf Hbf |      |
| NE 5  | Düsseldorf Hbf → Worringer Platz → Lierenfeld → Gerresheim Torfbruchstraße → Gerresheim Rathaus → Grafenberg → Uhlandstraße → Wehrhahn → Pempelforter Straße → Jacobistraße → Heinrich-Heine-Allee → Jacobistraße → Charlottenstraße/Oststraße → Düsseldorf Hbf |      |
| NE 7  | Düsseldorf Hbf → Oststraße → Steinstraße → Benrather Straße → Graf-Adolf-Platz → Kirchplatz → Bilk → Merowingerplatz → Uni-Kliniken → Südpark → Universität → Himmelgeist → Itter → Holthausen → Reisholz – Reisholz → Hassels → Urdenbacher Allee → Urdenbach, Südallee → Benrath → Urdenbacher Allee → Schloss Benrath → Holthausen → Universität → Südpark → Uni-Kliniken → Merowingerplatz → Bilk → Kirchplatz → Graf-Adolf-Platz → Benrather Straße → Heinrich-Heine-Allee → Jacobistraße → Charlottenstraße/Oststraße → Düsseldorf Hbf |      |
| SB 50 | D-Pempelfort, Rheinterrasse – Tonhalle/Ehrenhof 1 – Heinrich-Heine-Allee2 – Benrather Straße – Steinstraße/Königsallee – Berliner Allee – Bilk, Uni-Kliniken – Werstener Dorfstraße 3 – Haan, Kellertor4 – Böttinger Straße (Haan Bf ) – Haan, Markt – Haan, Nachbarsberg5 HVZ alle 20 min, Mo–Sa alle 30 min, So alle 60 min, abends alle 60 min und zusätzliche Fahrten zwischen 1 und 2; Abschnitt 3–4 über die A 46; weitere Haltestellen nur zwischen 4 und 5                                                                           |      |

## Weiterführende Informationen

Logo der Stadtbahn Rhein-Ruhr